# Santo Domingo-Zacatepec
Santo Domingo-Zacatepec är en ort strax sydost om Tejupilco de Hidalgo i kommunen Tejupilco i delstaten Mexiko i Mexiko. Samhället hade 3 220 invånare vid folkräkningen 2020 och var kommunens näst största ort sett till antalet invånare. Antalet invånare i Santo Domingo-Zacatepec har nästan fördubblats sedan 1 752 invånare år 2000.
Orten har fem förskolor, två universitet och fem mellanstadieskolor i olika instanser. Stadens största kyrka, San Isidro Labrador uppfördes på sent 1600-tal och är en vanlig samlingsplats för fester och möten.

## Etymologi
Namnet Zacatepec kommer från nahuatl. Tepec betyder plats och zacatl betyder gräs. Alltså Dominicus gräsplats.
Orten har sex skolor, varav två förskolor, tre grundskolor och en secundaria general. I april 2022 drabbades orten av en större skogsbrand.